# هيروشي كاتاياما
هيروشي كاتاياما (片 山 洋) ولد في 28 مايو 1940 في طوكيو، اليابان هو لاعب كرة قدم ياباني متقاعد. وهو ابن يوتاكا كاتاياما الرئيس الأول لشركة نيسان موتورز الولايات المتحدة الأمريكية.
شأرك كاتاياما 29 مباراة مع المنتخب الوطني اليابان لكرة القدم بين عام 1961 إلى عام 1971. كما لعب في دورة الألعاب الاولمبية الصيفية 1964 و1968.

## روابط خارجية
1. ↑  Mamrud, Roberto. "Japan - Record International Players". مؤسسة إحصاءات وثيقة لرياضة كرة القدم. مؤرشف من الأصل في 2018-06-12. اطلع عليه بتاريخ 2009-06-22.
2. ↑  "Hiroshi Katayama Biography and Statistics". Sports Reference. مؤرشف من الأصل في 2018-05-29. اطلع عليه بتاريخ 2009-06-22.

- هيروشي كاتاياما على موقع الاتحاد الدولي (مؤرشف)  (الإنجليزية)
- هيروشي كاتاياما على موقع قاعدة بيانات كرة القدم.إي يو (الإنجليزية)
- هيروشي كاتاياما على موقع ناشيونال فوتبول تيمز (الإنجليزية)
- هيروشي كاتاياما على موقع عالم كرة القدم.نت (الإنجليزية)
- هيروشي كاتاياما على موقع أوليمبيديا (الإنجليزية)